# راي أبلتون
راي أبلتون (بالإنجليزية: Ray Appleton)‏ هو عازف جاز أمريكي، ولد في 23 أغسطس 1941 في إنديانابوليس في الولايات المتحدة، وتوفي في 7 أكتوبر 2015.

## وصلات خارجية
- راي أبلتون على موقع ميوزك برينز (الإنجليزية)
- راي أبلتون على موقع ديسكوغز (الإنجليزية)